# Крістіан Фрідріх фон Поль
Крістіан Фрідріх фон Поль (нім. Christian Friedrich von Poll; 1672—1748, Медель на Озелі) — німецько-балтійський аристократ, шведський капітан та риттершафтсгауптман Озельського лицарства. Володар Вексгольму та Меделю.

## Життєпис
Крістіан Фрідріх служив лейтенантом у шведському піхотному полку в Голландії. З 1703 до 1707 року був капітаном озельської ландміліції. З 1723 до 1726 року був риттершафтсгауптманом Озельського лицарства (маршалок шляхти Озельського повіту). З 1735 року став володарем Вексгольму та Меделю. Помер у 1748 році у Меделі.

## Походження та сім'я
Крістіан Фрідріх фон Поль походив з німецько-балтійського дворянського роду Поль. Його батьком був шведський лейтенант і згодом магістрат Отто Крістіан фон Поль, який першим шлюбом був одружений з Гертрудою фон Толь. Крістіан Фрідріх одружився першим шлюбом з Юліаною фон Поль (нар. 1685) та вдруге у 1717 році з Анною Крістіною фон Толь (пом. 1754). Їх нащадками були:
- (1-й Шлюб) Луїза Крістіана ⚭ Клаус Йоганн фон Толь
- Марта Крістіана фон Поль (1715—1796) ⚭ 1 шлюб Йоганнес Анґерштад, пастор (пом. 1741), 2 шлюб Рейнгольд фон Лоде, прусський лейтенант (пом. 1768)
- Шарлотта Юліана фон Поль (1715—1791) ⚭ Матіас Клаус Ек, засідатель окружного суду (пом. 1752)
- (2-й Шлюб) Карл Адольф фон Поль (1718—1796), володар Меделю, лейтенант, окружний суддя ⚭ Хедвіга Беата фон дер Остен-Сакен (1731—1801)
- Еббе Людвіг фон Поль (1719—1776), володар Меделю, полковник, адміністратор округу ⚭ Крістіна Юліана фон Берг (1730—1809)
- Герман Фрідріх фон Поль (1721—1792)
- Анна Крістіна фон Поль (1723—1807) ⚭ Крістіан фон Даль, скарбник (пом. 1757)
- Крістіан Райнхолд фон Поль, лейтенант (загинув у Зорндорфі в 1758)
- Лоренц Вільгельм фон Поль (1730—1783), лорд Вексгольма ⚭ Магдалена Крістіна фон Нолькен (1737—1827)
- Беренд Іммануїл фон Поль (нар. та пом. у 1736)
- Отто Якоб фон Поль (пом. 1738)
- Йоган Густав фон Поль (пом. 1740)